# Catherine Shan
Catherine Shan (sinh năm 1952) là một nhà văn đến từ Pháp.
Con gái của một người mẹ Pháp và một người cha gốc Sen, cô được sinh ra là Catherine N'Diaye và lớn lên ở Châu Phi. Từ 1975 đến 1981, cô là giáo sư triết học tại Pháp. Từ năm 1982 đến 1983, bà làm việc tại văn phòng của tổng giám đốc UNESCO. Shan sau đó được tuyển dụng làm nhà báo, làm việc với nhóm "Jeune Afrique", cho tạp chí Géo, cho Radio Nederlands và làm việc tự do. Cô cũng viết hoặc đạo diễn một số bộ phim.

## Ấn phẩm được chọn[2]
- Gens de sable, tiểu thuyết tự truyện (1984)
- La coquetterie ou la passion du détail, tiểu luận (1987)
- La vie à deux, tiểu thuyết (1998)
- Sa vie Châuaine, tiểu thuyết (2007)

## Phim được chọn[2]
- Un dimanche à Paris (1994), viết kịch bản
- Emmanuel Bove (1996), đồng viết kịch bản
- Le cycl des saisons (1998), giám đốc
- L'atelier de Susan, phim tài liệu (2005), đạo diễn
- L'œil de la forêt (2005), giám đốc